# Specula styliformis
Specula styliformis är en snäckart som först beskrevs av Suter 1908.  Specula styliformis ingår i släktet Specula och familjen Cerithiopsidae. Inga underarter finns listade i Catalogue of Life.